# Lon & Derrek Van Eaton
Lon & Derrek Van Eaton est un duo vocal et multi-instrumentiste originaire du New Jersey. Après des débuts au sein de petits groupes dans les années 1960, ils sont repérés par John Lennon et George Harrison qui décident de les produire par le biais de leur société Apple Records. Leur premier single, Sweet Music, et l'album qui suit, Brother, ne connaissent pas le succès escompté. Par la suite, Apple connaissant de grandes difficultés, les deux frères travaillent avec le producteur Richard Perry à un deuxième album.
Ils participent également aux sessions de plusieurs musiciens, notamment Harry Nilsson, Ringo Starr (en particulier sur son n°1 Photograph), George Harrison sur Dark Horse et ainsi de suite durant les années 1970.
Le duo cesse ses activités dans les années 1980, mais se reforme par la suite à plusieurs reprises dans le cadre de commémorations liées à Apple.

## Discographie

### Albums

#### Brother
22 Septembre 1972 (US) (Apple SMAS 3390) 
 9 Février 1973 (UK) (Apple SAPCOR 25) 

produit par Klaus Voormann sauf la chanson 6, produite par George Harrison
Track Listing:
1. Warm Woman – 3:01
2. Sun Song – 3:57
3. More Than Words – 2:16
4. Hear My Cry – 3:00
5. Without the Lord – 1:37
6. Sweet Music – 3:41
7. Help Us All – 2:53
8. Maybe There's Another – 2:42
9. Ring – 2:24
10. Sunshine – 3:48
11. Another Thought – 3:41

Personnel :
- Lon Van Eaton – chant, piano, guitares, saxophone, batterie, arrangements des cuivres et des cordes
- Derrek Van Eaton – chant, basse, flûte, guitare acoustique, batterie
- T.J. Tindall – guitare électrique (4, 9, 11)
- Peter Frampton – guitare acoustique (6)
- Richard Davis – contrebasse (7)
- Klaus Voormann – basse (11)
- Alexis Guevara – congas (4, 9)
- Andy Newmark – batterie (4, 7, 9)
- Ringo Starr – batterie (6, 11)
- Jim Gordon – batterie (6)
- Mike Hugg – harmonium (6)

#### Who Do You Out Do
7 Mars 1975 (US) (A&M SP 4507) 

produit par Richard Perry sauf les chansons 1–4, produites par Richard Perry & Bill Schnee
Track Listing :
1. Who Do You Out Do – 3:18
2. You Lose – 2:25
3. Do You Remember – 3:41
4. Music Lover – 3:12
5. Let It Grow – 2:56
6. Wildfire – 3:38
7. Dancing in the Dark – 2:38
8. All You're Hungry for is Love – 2:51
9. Baby It's You – 3:38
10. The Harder You Pull ... The Tighter It Gets – 3:52

Personnel :
- Lon Van Eaton – chant, piano, guitares, Moog, clarinette, percussion, chœurs
- Derrek Van Eaton – chant, basse, flûte, guitare, percussions, chœurs
- Tom Seufert – guitares
- Klaus Voormann – basse
- Gary Wright – piano
- Russ Turner – orgue
- Jim Keltner – batterie
- Jim Gordon – batterie
- David Beebe – batterie
- Richard Perry – percussions
- Lynda Lawrence & friends – chœurs
- Trevor Lawrence – saxophones
- Chuck Findley – trompette, trombone

### Singles
- Sweet Music / Song of Songs (US : Apple 1845, publié le 6 Mars 1972)
- Warm Woman / More Than Words (UK : Apple 46; publié le 9 Mars 1973)